# Norton Security
Norton Security是一个跨平台的聯網安全軟件，該軟件除了可以提供身份盗窃保护和性能优化工具外，还提供实时恶意软件预防和清除功能。該軟件的其他功能包括个人防火墙、垃圾電郵过滤和钓鱼式攻击防护。該軟件于2014年9月23日发布，前身是諾頓網絡安全。 